# Авалон (Флорида)
Авалон (англ. Avalon) — переписна місцевість (CDP) в США, в окрузі Санта-Роза штату Флорида. Населення — 722 особи (2020).

## Географія
Авалон розташований за координатами 30°32′8″ пн. ш. 87°5′29″ зх. д. / 30.53556° пн. ш. 87.09139° зх. д. (30.535656, -87.091482).  За даними Бюро перепису населення США в 2010 році переписна місцевість мала площу 10,74 км², з яких 9,96 км² — суходіл та 0,77 км² — водойми.

## Демографія
Згідно з переписом 2010 року, у переписній місцевості мешкало 679 осіб у 284 домогосподарствах у складі 208 родин. Густота населення становила 63 особи/км².  Було 326 помешкань (30/км²).
Расовий склад населення:
| - 89,8 % — білих - 4,4 % — чорних або афроамериканців - 1,8 % — корінних американців - 0,7 % — азіатів - 0,1 % — вихідців з тихоокеанських островів |

До двох чи більше рас належало 2,9 %. Частка іспаномовних становила 2,4 % від усіх жителів.
За віковим діапазоном населення розподілялося таким чином: 16,1 % — особи молодші 18 років, 66,7 % — особи у віці 18—64 років, 17,2 % — особи у віці 65 років та старші. Медіана віку мешканця становила 47,8 року. На 100 осіб жіночої статі у переписній місцевості припадало 102,1 чоловіків;  на 100 жінок у віці від 18 років та старших — 101,4 чоловіків також старших 18 років.
Середній дохід на одне домашнє господарство  становив 64 131 долар США (медіана — 63 500), а середній дохід на одну сім'ю — 80 968 доларів (медіана — 91 250). Медіана доходів становила 47 768 доларів для чоловіків та 43 214 долари для жінок. За межею бідності перебувало 4,6 % осіб, у тому числі 0,0 % дітей у віці до 18 років та 14,3 % осіб у віці 65 років та старших.
Цивільне працевлаштоване населення становило 326 осіб. Основні галузі зайнятості: освіта, охорона здоров'я та соціальна допомога — 39,0 %, роздрібна торгівля — 17,8 %, науковці, спеціалісти, менеджери — 16,3 %.